# Boasjö
Boasjö är en näringsfattig skogssjö, 2 kilometer nordost om Kråksmåla i Nybro kommun i Småland. Sjön har en area på 1,64 kvadratkilometer och ligger 125 meter över havet. Den avvattnas i norra delen genom Bäsebäck som flyter till Bjärssjön och Badebodaån och ingår därmed i Alsteråns huvudavrinningsområde. Vid provfiske har abborre, gädda och mört fångats.
Stora grundområden gör det besvärligt att färdas med båt.

## Ekologi
Ur en undersökning 2007: I sjön finns abborre, mört och något gädda. Kräftor saknas. Vegetationen består huvudsakligen av notblomster, näckrosor och vass. pH-värde ungefär 6.0.

## Badplats
I södra delen av sjön finns en badplats som nås från vägen mellan Kråksmåla och Allgunnen.

## Delavrinningsområde
Boasjö ingår i delavrinningsområde (632388-150285) som SMHI kallar för Utloppet av Boasjö. Medelhöjden är 136 meter över havet och ytan är 15,54 kvadratkilometer. Det finns inga avrinningsområden uppströms utan avrinningsområdet är högsta punkten. Bäsebäck som avvattnar avrinningsområdet har biflödesordning 3, vilket innebär att vattnet flödar genom totalt 3 vattendrag innan det når havet efter 66 kilometer. Avrinningsområdet består mestadels av skog (83 procent). Avrinningsområdet har 1,69 kvadratkilometer vattenytor vilket ger det en sjöprocent på 10,9 procent.